# Radivoje Ognjanović
Radivoje Ognjanović (v srbské cyrilici: Радивоје Огњановић; 1. července 1933 – 30. srpna 2011) byl jugoslávský a srbský fotbalový útočník a trenér.

## Klubová kariéra
Po krátkém působení v Partizanu si Ognjanović udělal jméno v Radnički Bělehrad, kde v letech 1953 až 1961 odehrál za klub v jugoslávské první lize celkem 153 zápasů a vstřelil 61 gólů.
Ognjanović se připojil k prvnímu týmu Basileje v sezóně 1964/65 pod hlavním trenérem Jiřím Sobotkou. Po jednom přátelském zápase Ognjanović debutoval za svůj nový klub v domácí lize v domácím zápase na Landhofu 13. prosince 1964, kdy Basilej podlehla 2:3 Servette. Svůj první gól za klub vstřelil jen o tři dny později, 16. prosince, ve venkovním zápase ve Stade Olympique de la Pontaise, když Basilej vyhrála 2:1 nad Lausanne-Sport.
Za klub odehrál pouze jednu sezónu (celkem 22 zápasů, ve kterých vstřelil celkem 8 gólů). Celkem 15 z těchto zápasů bylo v Nationallize A, 2 ve Švýcarském poháru a 5 přátelských. V domácí lize vstřelil 6 gólů a další 2 vstřelil během přátelských zápasů.
Ognjanović se přesunul dál a odehrál jednu sezónu za Grenchen a ještě jednu za Moutier, poté odešel z aktivního fotbalu.

## Reprezentační kariéra
Na mezinárodní úrovni nastoupil Ognjanović v letech 1957 až 1959 pětkrát za reprezentaci Jugoslávie a jednou skóroval. Byl členem týmu na Mistrovství světa ve fotbale 1958.

## Trenérská kariéra
Po konci aktivní kariéry působil Ognjanović jako trenér několika klubů a národních týmů, zejména Kamerunu a Pobřeží slonoviny.

## Úspěchy

### Hráčské
Partizan
- Jugoslávská Prva liga: 1961/62
- Jugoslávský pohár: 1952

### Trenérské
Kamerun
- Africký pohár národů: 1984